# Film épique

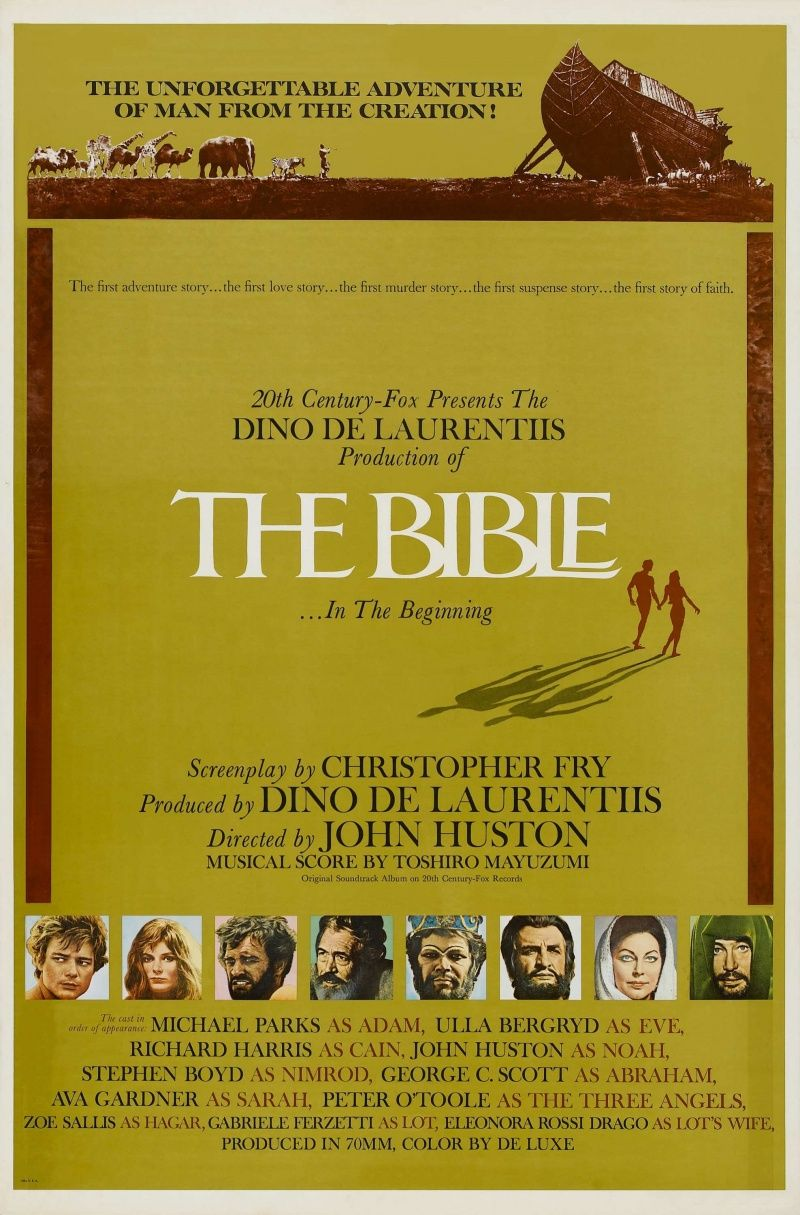
Affiche du film The Bible…In The Beginning (1966) qui est un film épique traitant de la religion

Le film épique est un genre cinématographique traitant généralement de sujets historiques et racontant les aventures d'un héros. Le film épique, genre né en Italie au début du XXe siècle, aborde le plus souvent des thèmes s'inspirant de la Bible, de la mythologie, et de l'histoire ancienne (Antiquité et Moyen Âge), avec une préférence marquée pour certains personnages, comme Jules César, Cléopâtre ou Néron.
Cabiria, réalisé par Giovanni Pastrone en 1914, et Jules César, réalisé par Enrico Guazzoni la même année, furent les premiers films du genre.